# Piscine couverte de Carpentras
La Piscine couverte de Carpentras est un bâtiment construit dans l'intra muros de la ville de Carpentras, dans le Vaucluse.

## Histoire
Le bâtiment des bains douches piscine de Carpentras date du milieu des années 1930. La parcelle de terrain, jouxtant celle du Mont-de-Piété, était initialement prévue pour agrandir cet établissement. La piscine est financée par la Caisse d'épargne, sur les plans de Jean Christol. En 1937, les 2 bâtiments, piscine et mont-de-piété sont réunis, permettant ainsi la mise en place d'une bourse du travail.

## Description
Le bâtiment comprend 2 parties principales : le hall - vestiaires, d'une part, le bassin d'autre part. Il s'agit d'un bassin de 25 m, surplombé d'une verrière.

## Activités
La piscine couverte est toujours en activité. En plus des activités sportives des écoles de la ville, elle est ouverte aux clubs municipaux, ainsi qu'au public, à certaines heures, notamment pour l'aquagym.